# Шувойский сельский округ
Шувойский сельский округ — упразднённая административно-территориальная единица, существовавшая на территории Егорьевского района Московской области в 2001—2006 годах.
Шувойский сельсовет был образован в первые годы советской власти. По данным 1919 года он входил в состав Беззубовской волости Богородского уезда Московской губернии.
5 января 1921 года Беззубовская волость была передана в Егорьевский уезд Рязанской губернии.
4 мая 1922 года Егорьевский уезд был передан в Московскую губернию.
22 июня 1922 года Беззубовская волость была упразднена, а входившие в её состав сельсоветы переданы в Ильинскую волость.
В 1925 году к Шувойскому с/с был присоединён Нареевский с/с, но уже 16 ноября 1926 года он был выделен обратно.
В 1926 году Шувойский с/с включал деревни Нареево и Шувое.
В 1929 году Шувойский с/с был отнесён к Егорьевскому району Орехово-Зуевского округа Московской области.
23 февраля 1935 года селения Шувое и Нареево были объединены в рабочий посёлок Красный Ткач, а Шувойский с/с при этом был упразднён.
4 апреля 2001 года р.п. Красный Ткач был переименован в Шувое. 17 декабря 2001 года р.п. Шувое был преобразован в сельский населённый пункт. В связи с этим в составе Егорьевского района был образован Шувойский сельский округ, куда вошли селения Гридино, Костылёво, Курбатиха, Некрасово, Орлы, Рыжево и Шувое, ранее находившиеся в административном подчинении рабочему посёлку Красный Ткач (Шувое).
В ходе муниципальной реформы 2004—2005 годов Шувойский сельский округ прекратил своё существование как муниципальная единица. При этом все его населённые пункты были переданы в городское поселение Егорьевск.
29 ноября 2006 года Шувойский сельский округ исключён из учётных данных административно-территориальных и территориальных единиц Московской области.